# Șibot (gmina)
Șibotⓘ – gmina w Rumunii, w okręgu Alba. Obejmuje miejscowości Balomiru de Câmp, Băcăinți, Sărăcsău i Șibot. W 2011 roku liczyła 2236 mieszkańców.